# Isolabus indigaceus
Isolabus indigaceus is een keversoort uit de familie bladrolkevers (Attelabidae). De wetenschappelijke naam van de soort werd in 1883 gepubliceerd door Francis Polkinghorne Pascoe.